# Понуровська волость
Понуровська волость — історична адміністративно-територіальна одиниця Стародубського повіту Чернігівської губернії з центром у містечку Понурівка.
Утворена під час адміністративної реформи 1861 року.
Станом на 1885 рік складалася з 10 поселень, 7 сільських громад. Населення — 8481 особа (4276 чоловічої статі та 4205 — жіночої), 1313 дворових господарств.
|                     | Площа, десятин | У тому числі орної, дес. |
| ------------------- | -------------- | ------------------------ |
| Сільських громад    | 13840          | 8248                     |
| Приватної власності | 8890           | 3622                     |
| Іншої власності     | 185            | 100                      |
| Загалом             | 22915          | 11970                    |

Основні поселення волості:
- Понурівка — колишнє державне й власницьке містечко при річці Ревна за 27 верст від повітового міста, 1830 осіб, 312 дворів, 2 православні церкви, школа, поштова станція, постоялий двір, 2 постоялих будинки, 2 лавки, водяний і вітряний млини.
- Азарівка — колишнє державне й власницьке село при річці Ревна, 998 осіб, 199 дворів, православна церква, школа, 2 постоялих двори, 2 водяних млини, маслобійний і винокурний заводи.
- Дем'янки — колишнє державне й власницьке село при річці Ревна, 1539 осіб, 239 дворів, 2 православні церкви, 2 постоялих двори, 2 лавки, водяний і вітряний млини.
- Курковичі — колишнє державне й власницьке село при урочищі Хімок, 2069 осіб, 306 дворів, 2 православні церкви, школа, постоялий будинок, 2 лавки, вітряний млин.

1899 року у волості налічувалось 16 сільських громад, населення зросло до 10 515 осіб (5216 чоловічої статі та 5299 — жіночої).